# Vinci per me!
Vinci per me! (The Ring) è un film muto del 1927 diretto da Alfred Hitchcock.

## Trama
Fiera di paese. Giostre che ruotano lanciando in aria trasognate e divertite giovani donne, ragazzini curiosi, uomini attratti dal tiro a segno, giovanotti pronti a provare la forza dei muscoli. Davanti a un baraccone una sbarazzina brunetta, Nelly,  mastica arachidi e attira con civetteria gli spettatori maschi a battersi con Jack Sander, detto One Round, perché è così forte che nessuno sfidante è mai riuscito ad andar oltre il primo round.
Fra la folla Nelly scorge un bellissimo e aitante giovane che a sua volta l'ha notata. È Bob Corby, un campione australiano di pesi massimi. Lei naturalmente non lo sa e lo invita nel baraccone, mentre l'imbonitore, davanti allo stand, vanta le prodezze di Jack e arruola pugili dilettanti che entrano baldanzosi ed escono doloranti e con le mascelle ammaccate.
Bob cerca di sottrarsi all'invito ma la ragazza gli piace, chiacchiera galantemente con lei, la corteggia e alla fine accetta il confronto. I dipendenti dello stand trattano Bob con sufficienza e non si danno neppure la pena di appendergli il cappotto. Naturalmente i loro sorrisi di scherno si spengono quando Bob supera il primo round e per la prima volta devono staccare l'usurato cartello numero uno, sporco e gualcito, ed attaccare l'intonso mai esposto numero due. Il combattimento ha dunque un esito assolutamente inconsueto e si risolve in una cocente sconfitta per Jack.
Il manager di Bob ingaggia Jack come sparring partner e ogni tanto gli procura degli incontri. Bob è contento perché così può continuare a vedere Nelly e a corteggiarla. Le regala un prezioso braccialetto a forma di serpente. Lei ne è molto lusingata e non riesce a nascondere l'attrazione che prova per lui.
Con i guadagni dei primi combattimenti professionali Jack sposa Nelly.
Hanno una bella casa moderna, vestiti eleganti, sembrano felici. Jack affronta un incontro importante in cui è in palio il ruolo di sfidante per il titolo, lo vince e a casa sua si festeggia la vittoria. Tutti attendono che arrivi Nelly ma Nelly non si fa vedere e Jack capisce che lei non lo ama più.
Quando finalmente a tarda sera arriva, dopo che tutti se ne sono andati, lui l'affronta e ottiene la confessione.
Non gli resta che un modo per vendicarsi e tentare di riconquistarla: sfidare Bob.
Lo scontro fra i due famosi pugili fa accorrere un numeroso pubblico. Il teatro è strapieno e le tifoserie molto accalorate. Sander è depresso e abbattuto: ha visto la moglie tra i sostenitori del rivale. Le prime riprese per lui sono sfortunate: è ferito e in difficoltà. Nelly si sente in colpa e soffre per il marito. Lentamente si sposta dai posti riservati ai tifosi di Bob verso l'angolo dove sta Jack. Lui riprende potenza e riconquista il centro del ring: la gioia di aver ritrovato la sua donna rende infallibili i suoi pugni e vince il match.
Bob incassa la sconfitta. Negli spogliatoi un suo secondo gli mostra il braccialetto che ha raccolto a bordo ring. Bob capisce amareggiato che Nelly è perduta per lui.

## Produzione
Si tratta del primo film con la nuova casa cinematografica British International Pictures di John Maxwell; distribuzione Wardour.
Sesto film muto di Alfred Hitchcock e il primo realizzato come direttore della fotografia da Jack Cox, che lavorò con lui fino al 1933.

### Soggetto
Il soggetto è originale di Hitchcock che lo scrisse in collaborazione con Eliot Stannard, lo sceneggiatore che aveva portato con sé alla British International Pictures. Alma Reville lavorò alla sceneggiatura nel mese di luglio 1927.

### Titolo
Il titolo originale ha una pluralità di significati: si riferisce al ring, alla fede matrimoniale, a un braccialetto a forma di serpente, regalato dal rivale del protagonista e emblema dell'adulterio.

### Cast
La parte della protagonista fu affidata a Lillian Hall-Davis, presente anche nel successivo film La moglie del fattore, il marito fu interpretato da Carl Brisson che reciterà anche ne L'isola del peccato e il rivale fu interpretato da Ian Hunter, l'avvocato di Virtù facile.

### Riprese
Il regista iniziò a girare nel mese di agosto. L'anteprima per la stampa fu fissata per il 30 settembre 1927.

### Prima
La prima a Londra si ebbe il 14 gennaio 1928.

## Accoglienza
All'uscita del film la stampa del settore lo accolse con entusiasmo. Sul Bioscope del 6 ottobre 1927 un giornalista scriveva che si trattava del miglior film inglese di ogni tempo. I dirigenti della British International Pictures furono soddisfatti anche per il lavoro di soggettista svolto dal regista. Non ebbe un grande successo commerciale ma aiutò Hitchcock a far carriera.
In occasione dell'uscita di primi film hitchcockiani in DVD in versioni restaurate, cofanetto con libro allegato, e della loro programmazione nelle sale francesi dal 2 aprile 2025, Cahiers du cinéma dedica un servizio all'avvenimento dove vengono proposte nuove interpretazioni di opere del regista risalenti al periodo che va dal dal 1927 al 1932. Vinci per me è considerato il primo film di Hitchcock che abbia l'idea della circolarità da cui il regista non si distaccherà più. In questo film il titolo originale, The ring, oltre ad indicare il ring dei boxeurs, significa l'anello di fidanzamento che viene infilato nello stesso momento che il braccialetto dell'amante si rende visibile rovinando lungo il braccio sulla stessa mano.

### Il giudizio di Hitchcock
Hitchcock lo considerava il suo secondo film dopo Il pensionante e si riteneva soddisfatto per le moltissime innovazioni e invenzioni visive che contiene.

### Tecnica cinematografica
Ad esempio: "Si versa lo champagne e vediamo distintamente lo champagne che spuma, e tutte le bollicine... Si fa un brindisi alla protagonista e ci si accorge che non c'è più perché si è eclissata con un altro uomo. A questo punto lo champagne non spuma più"; oppure per rappresentare la carriera del pugile mostra manifesti in cui si annunciano gli incontri scritti con caratteri che aumentano di grandezza e salgono di posizione nello scorrere delle stagioni.
Secondo la lezione espressionista dei registi tedeschi Hitchcock utilizza parecchi giochi di specchi: durante la festa il marito osserva le immagini riflesse della moglie e del rivale, distorte dall'angolazione da cui sono riprese, che rendono l'idea del sospetto e dell'inganno.
Ricevette, durante la prima, molti applausi un'altra sequenza assai elaborata: il marito geloso, trovando sul pianoforte della moglie una fotografia del rivale, immagina che i due si bacino "in un tumulto di distorsioni e deformazioni visive" che rendono palese la tempesta di stati d'animo da cui è travolto.

### Suspense
La suspense in questo film non è legata alla risoluzione di un delitto o alle sorti di un innocente che si deve discolpare da un'accusa ingiusta, ma è data dall'incertezza psicologica  della protagonista attratta da due uomini, costretta a scegliere fra fedeltà o adulterio. La tensione cresce con gradualità: negli sguardi che si scambiano Nelly e l'australiano, nel regalo del braccialetto, nella serata in cui Nelly lascia il ring per raggiungere Bob e non partecipa alla festa per la vittoria del marito e infine nel match finale in cui l'attesa della sua scelta si sovrappone all'attesa dell'esito del combattimento fra i due pugili.